# Anni-Frid Lyngstad
Anni-Frid-Synni 'Frida' Lyngstad, nu Prinsesse Anni-Frid Reuss von Plauen (født 15. november 1945), svensk sangerinde af norsk og tysk oprindelse. Kendt som et af de fire medlemmer af bandet ABBA.
Anni-Frid Lyngstad blev født i Ballangen i Norge, faderen Alfred Haase var tysk soldat, og hun voksede op hos sin bedstemoder i Eskilstuna i Sverige. Anni-Frid Lyngstad fik sit første job som jazzsangerinde som 13-årig og dannede herefter sit eget band, Anni-Frid Four.
Anni-Frid blev første gang gift 3. april 1964 med Ragnar Frederiksson, senere skilt.
Anni-Frid fik 2 børn med Ragnar Frederiksson. Det var Hans Ragnar Frederiksson (26. jan. 1963) og Ann Lise-Lotte Frederiksson (25. feb. 1967)
I 1967 vandt Anni-Frid en talentkonkurrence i TV og lavede et album for EMI. Hun lavede endnu en plade i 1971, produceret af Benny Andersson. Fra 1972 til 1982 var hun medlem af ABBA og blev gift med Benny Andersson 6. oktober 1978; de blev skilt i 1981.
Efter ABBA blev opløst, gjorde Frida solokarriere med pladerne Something's Going On (1982), Shine (1984) og Djupa Andetag (1996). Det største hit var 'I Know There's Something Going On'.
I 1992 giftede hun sig igen i Hørsholm Kirke i Danmark – denne gang med den tyske prins Heinrich Ruzzo Reuss von Plauen af fyrstehuset Reuss, og Frida blev dermed prinsesse. Prins Ruzzo Reuss døde i 1999 af kræft.
Fridas datter Lise-Lotte døde som 31-årig ved en bilulykke i USA 1998.
Frida bor nu i Zermatt i Schweiz. Hun har en stor formue og bruger sin tid og sine penge på miljø- og humanitært arbejde, især på børn.
Hun lever fast sammen med den britiske forretningsmand Henry Smith.

## Diskografi
Albums:
- Anni-frid Lyngstad (1967-1971)
- Min egen stad (1972)
- Frida ensam (1975)
- Something's Going On (1982)
- Shine (1984)
- Pa egen hand (1991)
- Djupa andetag (1996)